# Шелтон, Генри Хью
Ге́нри Хью Ше́лтон (англ. Henry Hugh Shelton;род. 2 января 1942) — американский военный деятель, генерал в отставке армии США. Председатель Объединённого комитета начальников штабов США (1997—2001).

## Гражданское образование
Шелтон окончил университет штата Северная Каролина со степенью бакалавра в области текстильного машиностроения и одновременно проходил обучение по программе подготовки офицеров резерва. Учась в университете состоял в Pershing Rifles, студенческой стрелковой организации основанной генералом Джоном Першингом. В 1973 году получил степень магистра в области политологии в университете Оберн в Монтгомери, штат Алабама. Впоследствии также прошёл обучение в школе государственного управления им. Джона Ф. Кеннеди Гарвардского университета по программе «руководители высшего звена в национальной и международной безопасности».

## Начало военной службы и война во Вьетнаме
В июле — сентябре 1963 г. учился на курсах базовой подготовки пехотных офицеров в пехотном училище Армии США в Форт-Беннинг, Джорджия.
В ноябре 1963 — апреле 1964 г. командир взвода штабной роты 1-го батальона 38-го пехотного полка 2-й пехотной дивизии в Форт-Беннинге. В апреле-июне 1964 г. проходил обучение на курсах рейнджеров в пехотном училище армии США в Форт-Беннинге.
В июне 1964 — июле 1965 г. командир взвода роты D 1-го батальона 5-го кавалерийского полка 1-й кавалерийской дивизии в Форт-Беннинге.
С июля 1965 по сентябрь 1966 г. в резерве армии США.
В сентябре 1966 — июле 1967 г. командир взвода отряда B52, а затем, с июля по декабрь 1967 г. командир отряда A-104 роты C в составе 5-й группы специального назначения армии США во Вьетнаме.
С января по декабрь 1969 г. служил в Центре учебной подготовки армии США в Форт-Джексон (Южная Каролина), старшим помощником командира 11-го батальона (январь — март) и офицером по логистике (март — декабрь) в составе 3-й учебной бригады.
С января 1969 по январь 1970 г. он снова проходил службу во Вьетнаме, на этот раз в составе 173-й воздушно-десантной бригады, сначала в качестве офицера разведки, позже командира роты С, а затем исполняющим обязанности офицера по операциям 4-го батальона 503-го пехотного полка.

## Дальнейшая карьера
В марте — ноябре 1970 г. проходил обучение на курсах усовершенствования пехотных офицеров в пехотном училище армии США в Форт-Беннинг. После окончания училища, служил там в ноябре 1970 — июле 1972 г. инструктором, а позже офицером по оперативным вопросам факультета подготовки рейнджеров.
В августе 1972 — июне 1973 г. учился в командно-штабном колледже ВВС, авиабаза Максвелл, Алабама.
С июля 1973 по июль 1975 г. служил в качестве офицера по кадрам и офицера по операциям во 2-й бригаде 25-й пехотной дивизии. В июле 1975 — июне 1976 г. начальник отдела по управлению офицерским составом, позже заместитель начальника штаба по личному составу 25-й пехотной дивизии.
В июне 1976 — июне 1977 г. старший помощник командира 1-го батальона 14-го пехотного полка 2-й бригады 25-й пехотной дивизии.
В июне 1977 — апреле 1979 г. офицер по повышению профессиональной подготовки в отделении боевых родов войск, позднее начальник отделения по назначениям отдела учёта майоров управления по делам офицерского состава Центра учёта военнослужащих армии США, Александрия, Виргиния.
В апреле 1979 — июне 1981 г. командир 3-го батальона 60-го пехотного полка 2-й бригады 9-й пехотной дивизии. В июне 1981-июне 1982 г. помощник начальника штаба по операциям 9-й пехотной дивизии, Форт Льюис, Вашингтон.
С июня 1982 по июнь 1983 г. проходил обучение в Национальном военном колледже в Форт-Макнейр, Вашингтон, округ Колумбия. С июня по октябрь 1983 года председатель группы по изучению резервных компонентов в аппарате заместителя начальника штаба армии США по личному составу.
В октябре 1983 — октябре 1985 г. командир 1-й бригады 82 воздушно-десантной дивизии. С ноября 1985 по июль 1987 г. начальник штаба 10-й горной дивизии, Форт-Драм, штат Нью-Йорк.
С июля 1987 по июнь 1988 г. служил в Вашингтоне, в качестве заместителя директора по операциям Национального военного командного центра. В июне 1988 — июле 1989 г. заместитель директора по операциям J-3, Объединённого комитета начальников штабов.

## Служба в чине генерала
В июле 1989 — мае 1991 г. Шелтон занимал должность помощника командира 101-й воздушно-штурмовой дивизии по операциям, в Форт-Кэмпбелл, Кентукки. С августа 1990 по март 1991 г. со своей дивизией находился в Саудовской Аравии во время войны в Персидском заливе.
С мая 1991 по май 1993 г. командовал 82-й воздушно-десантной дивизией. Затем с июня 1993 по февраль 1996 г. командующий XVIII воздушно-десантным корпусом в Форт-Брэгг, Северная Каролина. С сентября по октябрь 1994 г. одновременно командовал объединённой тактической группой в Гаити (англ. Joint Task Force Haiti) в ходе операции «Поддержка демократии».
14 декабря 1995 г. Шелтон был представлен к званию генерала и должности командующего Командования специальных операций вооружённых сил США. 1 февраля кандидатура Шелтона была одобрена Сенатом США. Вступил в должность 29 февраля 1996 г., в которой находился до 25 сентября 1997 г.
17 июля 1997 г. был номинирован Президентом США Биллом Клинтоном на должность четырнадцатого председателя Объединённого комитета начальников штабов США. 16 сентября кандидатура Шелтона была утверждена Сенатом США.
1 октября 1997 г. вступил в должность председателя Объединённого комитета начальников штабов США. Он стал первым председателем из числа военнослужащих служивших в силах специального назначения, и вторым (после Колина Пауэлла) — из выпускников курсов подготовки офицеров резерва. Во время своего пребывания в должности, принимал участие в планировании войны в Косово.
Во время событий 11 сентября 2001 г. Шелтон находился на борту самолёта летевшего в Европу на конференцию НАТО, но повернул обратно и вернулся в Вашингтон.
30 сентября 2001 г. Генри Шелтон покинул пост председателя Объединённого комитета начальников штабов.

## Деятельность после отставки
После ухода из вооружённых сил, генерал Шелтон с января 2002 по апрель 2006 г. занимал пост президента по международным продажам компании MIC Industries, а также директорские посты в ряде других акционерных обществ, таких как Anheuser-Busch (2001—2008), Anteon International (2002—2006), CACI International (2007—2008) и Protective Products of America (2006—2010).
В августе 2010 г. избран председателем совета директоров корпорации Red Hat (с апреля 2003 г. был членом совета директоров), с апреля 2011 г. также входит в совет директоров военно-промышленной корпорации L-3 Communications. Кроме того, он является директором или входит в консультативные советы компаний AT Solutions, Cubic Defense Applications, Robbins-Gioia, CoVant Management, The O’Gara Group, Williams Innovations, HighMark.
На президентских выборах 2004 г., Шелтон занимал должность советника сенатора Джона Эдвардса, кандидата в вице-президенты США от Демократической партии.
В октябре 2010 года опубликовал свою автобиографию «Без колебаний: Одиссея американского воина».

## Семейное положение
С 1963 года Генри Шелтон женат на Кэролин Л. Джонсон. Является отцом троих сыновей.

## Присвоение воинских званий
- Второй лейтенант — 19 сентября 1964
- Первый лейтенант — 7 января 1965
- Капитан — 19 марта 1967
- Майор — 7 февраля 1974
- Подполковник — 6 ноября 1978
- Полковник — 1 октября 1983
- Бригадный генерал — 1 августа 1988
- Генерал-майор — 1 октября 1991
- Генерал-лейтенант — 7 июня 1993
- Генерал — 7 марта 1996

## Награды и знаки отличия
За образцовую службу своей стране, 19 сентября 2002 года был награждён Золотой медалью Конгресса.
- Медаль Министерства обороны «За выдающуюся службу» с тремя бронзовыми дубовыми листьями
- Медаль «За выдающиеся заслуги» (Армия США) с двумя бронзовыми дубовыми листьями
- Орден «Легион почёта» с бронзовым дубовым листом
- Бронзовая звезда с литерой V за доблесть и тремя бронзовыми дубовыми листьями
- Медаль Пурпурное сердце
- Медаль похвальной службы с двумя бронзовыми дубовыми листьями
- Воздушная медаль с наградной цифрой 2
- Похвальная медаль армии тремя бронзовыми дубовыми листьями
- Медаль За службу национальной обороне с бронзовой звездой за службу
- Экспедиционная медаль вооружённых сил
- Медаль «За службу во Вьетнаме» с четырьмя бронзовыми звёздами за службу
- Медаль За службу в Юго-Западной Азии с двумя бронзовыми звёздами за службу
- Лента армейской службы
- Лента службы за границей
- Крест «За храбрость» (Южный Вьетнам) с бронзовой звездой за службу
- Медаль вьетнамской кампании
- Медаль Освобождения Кувейта (Саудовская Аравия)
- Медаль Освобождения (Кувейт)
- Благодарность армейской воинской части от президента
- Благодарность флотской воинской части от президента
- Награда за выдающееся единство части с бронзовым дубовым листом
- Похвальная благодарность армейской воинской части
- Крест храбрости президента Вьетнама
- Командор со звездой Ордена Заслуг перед Республикой Польша (1999)
- Рыцарь-командор Ордена Британской империи (2001)
- Знак боевого пехотинца
- Знак мастера-парашютиста
- Знак специалиста по наведению авиации
- Знак военного парашютиста затяжных прыжков
- Знак парашютиста ВМС и морской пехоты США
- Знак десантника воздушно-штурмовых частей
- Знак парашютиста Германии в бронзе
- Идентификационный нагрудный знак офицера Объединённого комитета начальников штабов ВС США
- Нарукавная нашивка рейнджера
- Нарукавная нашивка Сил специальных операций армии США